# Agonum striatopunctatum
Agonum striatopunctatum är en skalbaggsart som beskrevs av Pierre François Marie Auguste Dejean. Agonum striatopunctatum ingår i släktet Agonum och familjen jordlöpare. Inga underarter finns listade i Catalogue of Life.